# Stefano Zuccherini

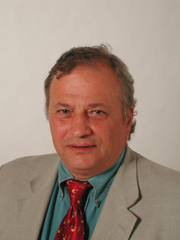
Stefano Zuccherini

Stefano Zuccherini (15 tháng 7 năm 1953 - 31 tháng 3 năm 2021) là cựu chính khách người Ý, từng là Thượng nghị sĩ. Ông qua đời vào ngày 31 tháng 3 năm 2023 vì một cơn đau tim trong đêm, thọ 67 tuổi.